# Phurba
Il phurba (traslitterazione Wylie del tibetano: ཕུར་བ) in sanscrito detto Kīla, è un pugnale-daga tibetano o nepalese, costituito da tre lame e da un'impugnatura, sovente decorata, usato per i rituali, ma non per i sacrifici. Il phurba è, molto spesso, impugnato da terrifiche divinità buddhiste.

## Etimologia
La maggior parte delle conoscenze sul pugnale indiano la si deve alla cultura tibetana. Studiosi come F. A. Bischoff, Charles Hartmane Martin Boord, hanno mostrato che la letteratura tibetana ritiene che la parola sanscrita per il termine "phurba" sia "kīlaya". Comunque, lo stesso Brood afferma che, "tutti i dizionari e opere in sanscrito concordano sul fatto che la parola sia 'kīla' o 'kīlaya'.  La discrepanza è dovuta all'uso indiscriminato, da parte dei tibetani, del singolare dativo 'kīlaya'. Questa forma è comune nel semplice saluto 'namo Vajrakīlaya', omaggio a Vajrakīlaya, dal quale potrebbe avere avuto origine,  data la poca familiarità con il sanscrito, poiché il nome della divinità è in realtà, Vajrakīlayainvece di Vajrakīla. Dovrebbe anche essere notato che il termine (vajra)kīlaya si riscontra frequentemente nei testi sanscriti, così come in quasi tutti i kīlamantra,  legittimamente usato come verbo, il cui significato è : 'pungere', 'trafiggere', 'Inchiodare', ecc."

## Fabbricazione e componenti
Il Phurba viene realizzato secondo stili e materiali diversi. Essendo dotato principalmente di tre parti distinte, pomo, manico e lama, i phurba sono spesso segmentati su entrambi gli assi orizzontali e verticali, anche se si possono trovare importanti eccezioni. Questa disposizione compositiva mette in evidenza l'importanza numerologica e l'energia spirituale legata ai valori numerici interi del tre e del nove. Questo pugnale inoltre può essere costituito e costruito di diversi materiali, come legno, metallo, argilla, osso, gemme, corno o in cristallo. I Kīla o Phurba in legno sono preferiti dagli sciamani in quanto ritenuti conferire benefici energetici e curativi. Come la maggior parte dei tradizionali strumenti tibetani di metallo, vengono spesso realizzati in ottone e ferro meteorico  più specificatamente tectiti, aventi spesso un alto contenuto di ferro. Il ferro meteorico era molto apprezzato in tutta l'Himalaya, dove venne incluso in sofisticate leghe polimetalliche, come la Panchaloha ad uso rituale. Il pomo del Phurba viene intagliato per rappresentare diversi simbolismi: più spesso con le tre facce della divinità Vajrakīla:  una gioiosa, una pacifica, una arrabbiata, oppure con uno degli otto simboli fondamentali del buddhismo tibetano conosciuti come Ashtamangala, ancora, con il volto della divinità, Ishtadevata, conosciuta anche come Ydam, infine, tra le altre possibilità, con il muso di un leone o con un modellino in scala di stupa. Il manico viene spesso rappresentato con dei vajra, o con delle decorazioni geometriche. Il pugnale in genere ha una forma triplice, comune sia nel pomo che nella lama, solitamente formata da tre aspetti triangolari o facce, che si congiungono in punta. Questi aspetti rappresentano il potere della lama di trasformare le energie negative, note come "tre veleni" o "radice avvelena", in sanscrito, mula klesha:  ignoranza, desiderio/attaccamento e avversione/rabbia.

## Uso rituale
Nel 2008 Cantwell e Mayer hanno analizzato una serie di testi recuperati da diversi manoscritti ritrovati nel sito di Dunhuang che descrivono l'utilizzo rituale del Phurba. Secondo questi il pugnale è una delle variegate rappresentazioni iconografiche di divini "attributi simbolici" posseduti sia da divinità del Buddhismo Vajrayana che da divinità Indù. Quando tale pugnale viene consacrato, e associato per l'uso, la Kīla diviene manifestazione del Nirmanakaya di Vajrakīlaya.  Uno dei principali rituali con il Kīla al fine di realizzare la sua "essenza-qualità" consiste nel perforare la terra. Comune nelle tradizioni sciamaniche himalayane, è il penetrare verticalmente in un paniere, in una ciotola di riso, se il kīla è fatto di legno. Notare che i termini impiegati per la divinità e per lo strumento sono intercambiabili. Alcuni studiosi ritengono che, per la maggior parte della cultura sciamanica Nepalese, il Kīla sia collegato all'"albero del mondo". Il pugnale viene inoltre utilizzato in un rituale atto a consacrare un terreno alla preghiera. L'energia del Kīla, infatti, è feroce, arrabbiata, acuta, penetrante, paralizzante.

## Il simbolismo e l'Akasha
l Kīla simbolicamente collega lo spazio della conoscenza, in sanscrito, Akasha, con la terra, creando un continuum energico. Il Kīla, in particolare quelli in legno, sono utilizzati nei rituali di guarigione sciamanica, per armonizzare l'energia della cura, e spesso fanno riferimento a due Nāgas intrecciate sul manico, elementi che ricordano la figura di Esculapio, del Caduceo, e di Hermes. Il pugnale rituale riporta spesso immagini di Ashtamangala, di svastiche, e/o altri simboli sacri tibetani, iconografie e/o motivi Tantrici o Indù. Come strumento di esorcismo, il Kīla può essere impiegato per trattenere sul posto demoni o forme pensiero, in modo che possano essere riorientati e tramutati.

## L'esoterismo del Phurba
Da un punto di vista esoterico, il Kīla può servire per individuare e definire energie negative provenienti dal flusso mentale di una forma-pensiero, compresa la forma-pensiero generata da un gruppo. Il Kīla come rappresentazione iconografica è direttamente correlata a Vajrakilaya, una divinità furiosa del buddismo tibetano, che spesso è visto con la consorte di Diptacakra. Questa divinità è incarnata nel Kīla come mezzo di distruzione, nel senso di finalizzazione e quindi liberare violenza, odio e aggressività, mentre il pomello possa essere impiegato nelle benedizioni. Quindi il Kīla non viene materialmente considerata un'arma, ma un mero complemento spirituale.

## Il Pugnale Adamantino della Vacuità
Il Kīla viene associato all'epiteto di "Pugnale Adamantino della Vacuità" ("Diamantine Dagger of Emptiness", vedi shunyata). La magia del Pugnale Magico proviene dall'effetto che l'oggetto materiale possiede sul regno dello spirito. L'arte di maghi o lama tantrici risiede nella loro capacità visionaria per comprendere l'energia spirituale dell'oggetto materiale e volontariamente si concentrano in una determinata direzione nell'uso tantrico del phurba: questo comprende la cura della malattia, l'esorcismo, l'uccisione dei demoni, la meditazione, le consacrazioni o puja, e le meteo-realizzazioni. La lama del Phurba viene utilizzata anche per la distruzione delle potenze demoniache. L'estremità superiore del phurba viene utilizzato dai maestri tantra per le benedizioni.

## Il guru scorpione
Nella biografia di Padmasambhava si racconta di come il Maestro abbia ricevuto le Siddhi da un gigantesco scorpione dotato di nove teste, diciotto pinze e ventisette occhi. Questo Scorpione rivela da un testo scritto la presenza di un Kīla da una finestra di pietra triangolare, nascosto sotto una roccia nel cimitero. Come Padmasambhava legge questo testo, intuisce la comprensione simbolica dello scorpione, rivelato quale veicolo o yanas di realizzazione spirituale. Nella città indiana di Rajgriha, al Maestro Padmasambhava è attribuito il titolo di "Guru Scorpione", e in una delle sue otto forme di "Drago guru", "Drago Pema", "Loto Irato", viene raffigurato con uno Scorpione nella sua mano sinistra. Come emblema della trasmissione del "Kīla irato", l'immagine dello scorpione ha assunto una forte significato simbolico nel precoce sviluppo della Nyingma, l'antica scuola del buddismo tibetano.